# Goo Goo Dolls/Diskografie
Diese Diskografie ist eine Übersicht über die musikalischen Werke der US-amerikanischen Alternative-Rock-Band Goo Goo Dolls. Den Schallplattenauszeichnungen zufolge hat sie bisher mehr als 36,3 Millionen Tonträger verkauft, davon alleine in ihrem Heimatland über 29 Millionen. Ihre erfolgreichste Veröffentlichung ist die Single Iris mit über 15,9 Millionen verkauften Einheiten.

## Alben

### Studioalben
| Jahr | Titel Musiklabel                                                   | Höchstplatzierung, Gesamtwochen, AuszeichnungChartplatzierungen (Jahr, Titel, Musiklabel, Platzierungen, Wochen, Auszeichnungen, Anmerkungen) | Höchstplatzierung, Gesamtwochen, AuszeichnungChartplatzierungen (Jahr, Titel, Musiklabel, Platzierungen, Wochen, Auszeichnungen, Anmerkungen) | Höchstplatzierung, Gesamtwochen, AuszeichnungChartplatzierungen (Jahr, Titel, Musiklabel, Platzierungen, Wochen, Auszeichnungen, Anmerkungen) | Höchstplatzierung, Gesamtwochen, AuszeichnungChartplatzierungen (Jahr, Titel, Musiklabel, Platzierungen, Wochen, Auszeichnungen, Anmerkungen) | Höchstplatzierung, Gesamtwochen, AuszeichnungChartplatzierungen (Jahr, Titel, Musiklabel, Platzierungen, Wochen, Auszeichnungen, Anmerkungen) | Anmerkungen                              |
| Jahr | Titel Musiklabel                                                   | DE | AT | CH | UK | US | Anmerkungen                              |
| ---- | ------------------------------------------------------------------ | --- | --- | --- | --- | --- | ---------------------------------------- |
| 1987 | Goo Goo Dolls Mercenary Records (Pipeline)                         | — | — | — | — | — | Erstveröffentlichung: 9. Juni 1987       |
| 1989 | Jed Death Records (Metal Blade)                                    | — | — | — | — | — | Erstveröffentlichung: 22. Februar 1989   |
| 1990 | Hold Me Up Metal Blade (WMG)                                       | — | — | — | — | — | Erstveröffentlichung: 16. Oktober 1990   |
| 1993 | Superstar Car Wash Metal Blade • Warner Bros. Records (EMI Virgin) | — | — | — | — | — | Erstveröffentlichung: 23. Februar 1993   |
| 1995 | A Boy Named Goo Metal Blade • Warner Bros. Records (EMI Virgin)    | — | — | — | — | US27 ×2Doppelplatin · (54 Wo.)US | Erstveröffentlichung: 14. März 1995      |
| 1998 | Dizzy Up the Girl Warner Bros. Records (EMI Virgin)                | DE30 (5 Wo.)DE | AT20 (6 Wo.)AT | — | UK47 Gold · (3 Wo.)UK | US15 ×5Fünffachplatin · (105 Wo.)US | Erstveröffentlichung: 22. September 1998 |
| 2002 | Gutterflower Warner Bros. Records (EMI Virgin)                     | DE43 (3 Wo.)DE | — | CH89 (1 Wo.)CH | UK56 (2 Wo.)UK | US4 Gold · (25 Wo.)US | Erstveröffentlichung: 9. April 2002      |
| 2006 | Let Love In Warner Bros. Records (WMG)                             | — | — | — | UK58 Silber · (4 Wo.)UK | US9 Gold · (20 Wo.)US | Erstveröffentlichung: 25. April 2006     |
| 2010 | Something for the Rest of Us Warner Bros. Records (WMG)            | — | — | — | UK36 (1 Wo.)UK | US7 (6 Wo.)US | Erstveröffentlichung: 31. August 2010    |
| 2013 | Magnetic Warner Bros. Records (WMG)                                | — | — | — | UK57 (1 Wo.)UK | US8 (5 Wo.)US | Erstveröffentlichung: 11. Juni 2013      |
| 2016 | Boxes Warner Bros. Records (WMG)                                   | — | — | — | UK72 (1 Wo.)UK | US27 (1 Wo.)US | Erstveröffentlichung: 6. Mai 2016        |
| 2019 | Miracle Pill Warner Records (WMG)                                  | — | — | — | — | US92 (1 Wo.)US | Erstveröffentlichung: 13. September 2019 |
| 2022 | Chaos in Bloom Warner Records (WMG)                                | — | — | — | — | — | Erstveröffentlichung: 12. August 2022    |

### Livealben
| Jahr | Titel Musiklabel                                                           | Höchstplatzierung, Gesamtwochen, AuszeichnungChartplatzierungen (Jahr, Titel, Musiklabel, Platzierungen, Wochen, Auszeichnungen, Anmerkungen) | Höchstplatzierung, Gesamtwochen, AuszeichnungChartplatzierungen (Jahr, Titel, Musiklabel, Platzierungen, Wochen, Auszeichnungen, Anmerkungen) | Höchstplatzierung, Gesamtwochen, AuszeichnungChartplatzierungen (Jahr, Titel, Musiklabel, Platzierungen, Wochen, Auszeichnungen, Anmerkungen) | Höchstplatzierung, Gesamtwochen, AuszeichnungChartplatzierungen (Jahr, Titel, Musiklabel, Platzierungen, Wochen, Auszeichnungen, Anmerkungen) | Höchstplatzierung, Gesamtwochen, AuszeichnungChartplatzierungen (Jahr, Titel, Musiklabel, Platzierungen, Wochen, Auszeichnungen, Anmerkungen) | Anmerkungen                             |
| Jahr | Titel Musiklabel                                                           | DE | AT | CH | UK | US | Anmerkungen                             |
| ---- | -------------------------------------------------------------------------- | --- | --- | --- | --- | --- | --------------------------------------- |
| 2004 | Live in Buffalo – July 4th 2004 Warner Bros. Records (WMG)                 | — | — | — | — | US161 Platin · (1 Wo.)US | Erstveröffentlichung: 23. November 2004 |
| 2018 | The Audience is this Way Warner Bros. Records (WMG)                        | — | — | — | — | — | Erstveröffentlichung: 21. Juli 2018     |
| 2018 | The Audience is this Way (The Rest of the Show) Warner Bros. Records (WMG) | — | — | — | — | — | Erstveröffentlichung: 22. November 2018 |
| 2023 | Live at The Academy, New York City, 1995 Warner Records (WMG)              | — | — | — | — | — | Erstveröffentlichung: 20. Oktober 2023  |

### Kompilationen
| Jahr | Titel Musiklabel                                                                         | Höchstplatzierung, Gesamtwochen, AuszeichnungChartplatzierungen (Jahr, Titel, Musiklabel, Platzierungen, Wochen, Auszeichnungen, Anmerkungen) | Höchstplatzierung, Gesamtwochen, AuszeichnungChartplatzierungen (Jahr, Titel, Musiklabel, Platzierungen, Wochen, Auszeichnungen, Anmerkungen) | Höchstplatzierung, Gesamtwochen, AuszeichnungChartplatzierungen (Jahr, Titel, Musiklabel, Platzierungen, Wochen, Auszeichnungen, Anmerkungen) | Höchstplatzierung, Gesamtwochen, AuszeichnungChartplatzierungen (Jahr, Titel, Musiklabel, Platzierungen, Wochen, Auszeichnungen, Anmerkungen) | Höchstplatzierung, Gesamtwochen, AuszeichnungChartplatzierungen (Jahr, Titel, Musiklabel, Platzierungen, Wochen, Auszeichnungen, Anmerkungen) | Anmerkungen                             |
| Jahr | Titel Musiklabel                                                                         | DE | AT | CH | UK | US | Anmerkungen                             |
| ---- | ---------------------------------------------------------------------------------------- | --- | --- | --- | --- | --- | --------------------------------------- |
| 2001 | What I Learned About Ego, Opinion, Art & Commerce (1987–2000) Warner Bros. Records (WMG) | — | — | — | — | US164 (1 Wo.)US | Erstveröffentlichung: 29. Mai 2001      |
| 2007 | Greatest Hits: Volume 1: The Singles Warner Bros. Records (WMG)                          | — | — | — | UK61 Gold · (2 Wo.)UK | US33 (23 Wo.)US | Erstveröffentlichung: 13. November 2007 |
| 2008 | Vol. 2 Warner Bros. Records (WMG)                                                        | — | — | — | — | US158 (1 Wo.)US | Erstveröffentlichung: 19. August 2008   |
| 2021 | Rarities Warner Records (WMG)                                                            | — | — | — | — | — | Erstveröffentlichung: 25. Juni 2021     |

### EPs
| Jahr | Titel Musiklabel                                      | Anmerkungen                                            |
| ---- | ----------------------------------------------------- | ------------------------------------------------------ |
| 1996 | Bang Warner Bros. Records (WMG)                       | Erstveröffentlichung: 1996 nur in Japan veröffentlicht |
| 1999 | Dizzy Warner Bros. Records (WMG)                      | Erstveröffentlichung: 1999 nur in Japan veröffentlicht |
| 2010 | Waiting for the Rest of It Warner Bros. Records (WMG) | Erstveröffentlichung: 17. Juli 2010                    |
| 2014 | Warner Sound Sessions Warner Bros. Records (WMG)      | Erstveröffentlichung: 4. April 2014                    |
| 2017 | You Should Be Happy Warner Bros. Records (WMG)        | Erstveröffentlichung: 16. Juni 2017                    |
| 2021 | EP 21 Warner Records (WMG)                            | Erstveröffentlichung: 16. April 2021                   |

### Weihnachtsalben
| Jahr | Titel Musiklabel                             | Anmerkungen                              |
| ---- | -------------------------------------------- | ---------------------------------------- |
| 2020 | It’s Christmas All Over Warner Records (WMG) | Erstveröffentlichung: 12. September 2020 |

## Singles
| Jahr | Titel Album                                                                        | Höchstplatzierung, Gesamtwochen, AuszeichnungChartplatzierungen (Jahr, Titel, Album, Platzierungen, Wochen, Auszeichnungen, Anmerkungen) | Höchstplatzierung, Gesamtwochen, AuszeichnungChartplatzierungen (Jahr, Titel, Album, Platzierungen, Wochen, Auszeichnungen, Anmerkungen) | Höchstplatzierung, Gesamtwochen, AuszeichnungChartplatzierungen (Jahr, Titel, Album, Platzierungen, Wochen, Auszeichnungen, Anmerkungen) | Höchstplatzierung, Gesamtwochen, AuszeichnungChartplatzierungen (Jahr, Titel, Album, Platzierungen, Wochen, Auszeichnungen, Anmerkungen) | Höchstplatzierung, Gesamtwochen, AuszeichnungChartplatzierungen (Jahr, Titel, Album, Platzierungen, Wochen, Auszeichnungen, Anmerkungen) | Anmerkungen                                                       |
| Jahr | Titel Album                                                                        | DE | AT | CH | UK | US | Anmerkungen                                                       |
| ---- | ---------------------------------------------------------------------------------- | --- | --- | --- | --- | --- | ----------------------------------------------------------------- |
| 1993 | We Are the Normal Superstar Car Wash                                               | — | — | — | — | — | Erstveröffentlichung: 22. April 1993                              |
| 1995 | Only One A Boy Named Goo                                                           | — | — | — | — | — | Erstveröffentlichung: 1995                                        |
| 1995 | Name A Boy Named Goo                                                               | — | — | — | — | US5 ×2Doppelplatin · (36 Wo.)US | Erstveröffentlichung: 26. September 1995                          |
| 1996 | Long Way Down A Boy Named Goo                                                      | — | — | — | — | — | Erstveröffentlichung: März 1996                                   |
| 1998 | Iris Dizzy Up the Girl / Stadt der Engel (Soundtrack)                              | DE99 a (1 Wo.)DE | AT60 a (… Wo.)AT | CH79 a (… Wo.)CH | UK3 ×7Siebenfachplatin · (… Wo.)UK | US9 Diamant · (43 Wo.)US | Erstveröffentlichung: 1. April 1998 Verkäufe: + 15.905.000        |
| 1998 | Slide Dizzy Up the Girl                                                            | — | — | — | UK43 Silber · (2 Wo.)UK | US8 ×3Dreifachplatin · (45 Wo.)US | Erstveröffentlichung: 17. September 1998                          |
| 1999 | Dizzy Dizzy Up the Girl                                                            | — | — | — | — | — | Erstveröffentlichung: 26. April 1999                              |
| 1999 | Black Balloon Dizzy Up the Girl                                                    | — | — | — | UK76 (1 Wo.)UK | US16 Platin · (34 Wo.)US | Erstveröffentlichung: 8. Juni 1999                                |
| 2000 | Broadway Dizzy Up the Girl                                                         | — | — | — | — | US24 (20 Wo.)US | Erstveröffentlichung: 4. September 2000                           |
| 2002 | Here Is Gone Gutterflower                                                          | — | — | — | UK100 (1 Wo.)UK | US18 Gold · (20 Wo.)US | Erstveröffentlichung: 15. April 2002                              |
| 2002 | Sympathy Gutterflower                                                              | — | — | — | — | US— GoldUS | Erstveröffentlichung: 11. September 2002                          |
| 2002 | Big Machine Gutterflower                                                           | — | — | — | — | US64 (6 Wo.)US | Erstveröffentlichung: 17. September 2002                          |
| 2004 | Give a Little Bit Live in Buffalo / Let Love In                                    | DE78 (8 Wo.)DE | AT45 (6 Wo.)AT | — | — | US37 Gold · (20 Wo.)US | Erstveröffentlichung: 5. Oktober 2004 Original: Supertramp (1977) |
| 2005 | Better Days Let Love In                                                            | — | — | — | UK81 (1 Wo.)UK | US36 Platin · (20 Wo.)US | Erstveröffentlichung: 20. September 2005                          |
| 2006 | Stay with You Let Love In                                                          | — | — | — | UK39 (17 Wo.)UK | US51 Gold · (20 Wo.)US | Erstveröffentlichung: 4. April 2006                               |
| 2006 | Let Love In                                                                        | — | — | — | — | US— GoldUS | Erstveröffentlichung: 2. Oktober 2006                             |
| 2007 | Before It’s Too Late Greatest Hits: Volume 1 / Transformers (Soundtrack)           | — | — | — | — | US86 (3 Wo.)US | Erstveröffentlichung: 14. September 2007                          |
| 2008 | Real Soundtrack „AT&T TEAM USA“                                                    | — | — | — | — | US92 (1 Wo.)US | Erstveröffentlichung: 8. August 2008                              |
| 2010 | Home Something for the Rest of Us                                                  | — | — | — | — | — | Erstveröffentlichung: 8. Juni 2010                                |
| 2010 | Notbroken Something for the Rest of Us                                             | — | — | — | — | — | Erstveröffentlichung: 8. November 2010                            |
| 2011 | All That You Are Transformers: Dark of the Moon: The Album                         | — | — | — | — | — | Erstveröffentlichung: 14. Juni 2011                               |
| 2013 | Rebel Beat Magnetic                                                                | — | — | — | — | — | Erstveröffentlichung: 15. Februar 2013                            |
| 2013 | Come to Me Magnetic                                                                | — | — | — | — | US— GoldUS | Erstveröffentlichung: 23. Juli 2013                               |
| 2013 | Caught in the Storm Magnetic                                                       | — | — | — | — | — | Erstveröffentlichung: 15. Februar 2013                            |
| 2016 | Over & Over Boxes                                                                  | — | — | — | — | — | Erstveröffentlichung: 25. März 2016                               |
| 2016 | So Alive Boxes                                                                     | — | — | — | — | — | Erstveröffentlichung: 8. April 2016                               |
| 2018 | Use Me / Boxes You Should Be Happy                                                 | — | — | — | — | — | Erstveröffentlichung: 29. Juni 2018                               |
| 2019 | Miracle Pill                                                                       | — | — | — | — | — | Erstveröffentlichung: 21. Juni 2019                               |
| 2019 | Money, Fame & Fortune Miracle Pill                                                 | — | — | — | — | — | Erstveröffentlichung: 19. Juli 2019                               |
| 2019 | Indestructible Miracle Pill                                                        | — | — | — | — | — | Erstveröffentlichung: 9. August 2019                              |
| 2020 | Fearless Miracle Pill                                                              | — | — | — | — | — | Erstveröffentlichung: 14. August 2020                             |
| 2020 | This is Christmas It’s Christmas All Over                                          | — | — | — | — | — | Erstveröffentlichung: November 2020                               |
| 2021 | Don’t Change (Live) Rarities                                                       | — | — | — | — | — | Erstveröffentlichung: 14. Mai 2021                                |
| 2021 | Nothing Can Change You (Live) Rarities                                             | — | — | — | — | — | Erstveröffentlichung: 11. Juni 2021                               |
| 2022 | Yeah, I Like You Chaos in Bloom                                                    | — | — | — | — | — | Erstveröffentlichung: 1. Juli 2022                                |
| 2022 | You are the Answer Chaos in Bloom                                                  | — | — | — | — | — | Erstveröffentlichung: 22. Juli 2022                               |
| 2023 | Save Me From Myself (Remix) –                                                      | — | — | — | — | — | Erstveröffentlichung: 17. Februar 2023                            |
| 2023 | It Won’t Back Down –                                                               | — | — | — | — | — | Erstveröffentlichung: 19. Mai 2023 mit O.A.R.                     |
| 2023 | Run All Night –                                                                    | — | — | — | — | — | Erstveröffentlichung: 23. Juni 2023                               |
| 2023 | Stop the World (Live) Live at The Academy, New York City, 1995                     | — | — | — | — | — | Erstveröffentlichung: 8. September 2023                           |
| 2023 | Superstar (Remix) –                                                                | — | — | — | — | — | Erstveröffentlichung: 6. Oktober 2023 mit Alex Aldi               |
| 2023 | Who’s Gonna Hear Their Wish? It’s Christmas All Over (Again)                       | — | — | — | — | — | Erstveröffentlichung: 27. Oktober 2023                            |
| 2024 | Beautiful Lie –                                                                    | — | — | — | — | — | Erstveröffentlichung: 2. Februar 2024                             |
| 2025 | Name (Modern Rock Live New York) A Boy Named Goo (30th Anniversary Deluxe Edition) | — | — | — | — | — | Erstveröffentlichung: 24. Januar 2025                             |
| 2025 | Nothing Lasts Forever –                                                            | — | — | — | — | — | Erstveröffentlichung: 11. Juli 2025                               |
| 2025 | Not Goodbye (Close My Eyes) –                                                      | — | — | — | — | — | Erstveröffentlichung: 1. August 2025                              |

## Videoalben
| Jahr | Titel Musiklabel                                               | Anmerkungen                                                      |
| ---- | -------------------------------------------------------------- | ---------------------------------------------------------------- |
| 2002 | Music in High Places: Live in Alaska Image Entertainment (BMG) | Erstveröffentlichung: 2002                                       |
| 2004 | Live in Buffalo – July 4th 2004 Warner Reprise Video (WMG)     | Erstveröffentlichung: 23. November 2004                          |
| 2007 | Live and Intimate Warner Bros. Records (WMG)                   | Erstveröffentlichung: 24. April 2007 Teil des Albums Let Love In |
| 2022 | Grounded With the Goo Goo Dolls Cleopatra Records (Cleopatra)  | Erstveröffentlichung: 20. Mai 2022                               |

## Boxsets
| Jahr | Titel Musiklabel                                                                   | Anmerkungen                          |
| ---- | ---------------------------------------------------------------------------------- | ------------------------------------ |
| 2017 | Pick Pockets, Petty Thieves, Tiny Victories (1987–1995) Warner Bros. Records (WMG) | Erstveröffentlichung: 22. April 2017 |
| 2019 | Topography (1998–2013) Warner Bros. Records (WMG)                                  | Erstveröffentlichung: 13. April 2019 |

## Sonderveröffentlichungen
EPs
- 2011: ITunes: Live from SoHo
- 1991: Just the Way You Are
- 1999: Platinum Play
- 2006: ITunes Original

Soundtrackbeiträge
- 1995: Wait for the Blackout (Soundtrack „Tommy Boy“)
- 1996: Don’t Change (Soundtrack „Ace Ventura 2“)
- 1997: Lazy Eye (Soundtrack „Batman and Robin“)
- 1998: Iris (Soundtrack „City of Angels“)
- 2007: Before it’s too late (Soundtrack „Transformers“)
- 2011: The Best of Me (Soundtrack „Hawaii 5-0“)
- 2015: If the World Turned Upside Down (Soundtrack „Finding Neverland“)

## Statistik

### Chartauswertung
|                     | DE    | AT    | CH    | UK    | US     |
| ------------------- | ----- | ----- | ----- | ----- | ------ |
| Nummer-eins-Alben   | DE—DE | AT—AT | CH—CH | UK—UK | US—US  |
| Top-10-Alben        | DE—DE | AT—AT | CH—CH | UK—UK | US4US  |
| Alben in den Charts | DE2DE | AT1AT | CH1CH | UK7UK | US12US |

|                       | DE    | AT    | CH    | UK    | US     |
| --------------------- | ----- | ----- | ----- | ----- | ------ |
| Nummer-eins-Singles   | DE—DE | AT—AT | CH—CH | UK—UK | US—US  |
| Top-10-Singles        | DE—DE | AT—AT | CH—CH | UK1UK | US3US  |
| Singles in den Charts | DE2DE | AT2AT | CH1CH | UK6UK | US12US |

### Auszeichnungen für Musikverkäufe
| Goldene Schallplatte - Australien - 1999: für die Single Slide - Belgien - 1999: für die Single Iris - Dänemark - 2023: für das Album Dizzy Up the Girl - Kanada - 2025: für die Single Name Platin-Schallplatte - Australien - 1999: für das Album Dizzy Up the Girl - Dänemark - 2023: für die Single Iris - Kanada - 1996: für das Album A Boy Named Goo - Neuseeland - 2022: für die Single Slide - 2024: für das Album Dizzy Up the Girl - Spanien - 2024: für die Single Iris | 2× Platin-Schallplatte - Australien - 1998: für die Single Iris 3× Platin-Schallplatte - Italien - 2024: für die Single Iris - Kanada - 2025: für die Single Slide 4× Platin-Schallplatte - Kanada - 2023: für das Album Dizzy Up the Girl 5× Platin-Schallplatte - Portugal - 2024: für die Single Iris 8× Platin-Schallplatte - Neuseeland - 2025: für die Single Iris Diamantene Schallplatte - Kanada - 2023: für die Single Iris |

Anmerkung: Auszeichnungen in Ländern aus den Charttabellen bzw. Chartboxen sind in ebendiesen zu finden.
| Land/RegionAuszeichnungen für Musikverkäufe (Land/Region, Auszeichnungen, Verkäufe, Quellen) | Silber     | Gold       | Platin       | Diamant     | Verkäufe   | Quellen              |
| -------------------------------------------------------------------------------------------- | ---------- | ---------- | ------------ | ----------- | ---------- | -------------------- |
| Australien (ARIA)                                                                            | —          | Gold1      | 3× Platin3   | —           | 245.000    | aria.com.au          |
| Belgien (BRMA)                                                                               | —          | Gold1      | —            | —           | 25.000     | ultratop.be          |
| Dänemark (IFPI)                                                                              | —          | Gold1      | Platin1      | —           | 100.000    | ifpi.dk              |
| Italien (FIMI)                                                                               | —          | —          | 3× Platin3   | —           | 300.000    | fimi.it              |
| Kanada (MC)                                                                                  | —          | Gold1      | 8× Platin8   | Diamant1    | 1.580.000  | musiccanada.com      |
| Neuseeland (RMNZ)                                                                            | —          | —          | 10× Platin10 | —           | 285.000    | radioscope.co.nz NZ2 |
| Portugal (AFP)                                                                               | —          | —          | 5× Platin5   | —           | 50.000     | Einzelnachweise      |
| Spanien (Promusicae)                                                                         | —          | —          | Platin1      | —           | 60.000     | elportaldemusica.es  |
| Vereinigte Staaten (RIAA)                                                                    | —          | 8× Gold8   | 15× Platin15 | Diamant1    | 29.000.000 | riaa.com             |
| Vereinigtes Königreich (BPI)                                                                 | 2× Silber2 | 2× Gold2   | 7× Platin7   | —           | 4.660.000  | bpi.co.uk            |
| Insgesamt                                                                                    | 2× Silber2 | 14× Gold14 | 53× Platin53 | 2× Diamant2 |            |                      |